# Vorobiove (Vorobiove), Sakî
Vorobiove (în ucraineană Воробйове) este localitatea de reședință a comunei Vorobiove din raionul Sakî, Republica Autonomă Crimeea, Ucraina.

## Demografie
Componența lingvistică a localității Vorobiove
     Rusă (54,01%)
     Ucraineană (23,66%)
     Tătară crimeeană (19,56%)
     Alte limbi (0,1%)
Conform recensământului din 2001, majoritatea populației localității Vorobiove era vorbitoare de rusă (54,01%), existând în minoritate și vorbitori de ucraineană (23,66%), tătară crimeeană (19,56%) și armeană (1,24%).